# L'aspirateur
L'aspirateur és un curtmetratge mut francès dirigit per Segundo de Chomón i distribuït als països de parla anglesa sota els títols The Aspirator i The Vacuum Cleaner. Segons diferents fonts, la pel·lícula es va estrenar l'any 1906 o 1908. La pel·lícula combina trucs stop-motion amb edició de continuïtat i cross-cutting.

## Argument
Dos homes donen a l'aspiradora del carrer que acaben de robar un propòsit original; no contents amb recollir els diversos estris que troben pel camí, van per torns succionant els tranquils transeünts que tenen la desgràcia de passar al seu abast: mainaderes, amants, sergents de la ciutat, se senten irresistiblement atrets i arrabassats un rere l'altre malgrat els seus esforços desesperats, per aquesta aspiradora voraç. Afortunadament, els malvats delinqüents són finalment "succionats" mentre descansen del seu "treball" a la terrassa d'un comerciant de vins, pels policies llançats a la seva persecució. Llavors l'aparell gira delicadament en sentit contrari, retorna a la llibertat les desgraciades víctimes que havia xuclat.

## Anàlisi
L'esment d'una data d'estrena de 1906 a IMDb pot haver estat el resultat d'una confusió amb la pel·lícula de 1906 dirigida per Walter R. Booth, The Vacuum Cleaner' Nightmare, que es basa en una idea similar, encara que succeeix només en un malson.
Richard Abel assenyalant que "arriba a una mena de clímax en una seqüència d'exterior i interior alternant (plans), quan buiden un apartament dels seus mobles i fins i tot treuen una minyona de l'habitació del costat."

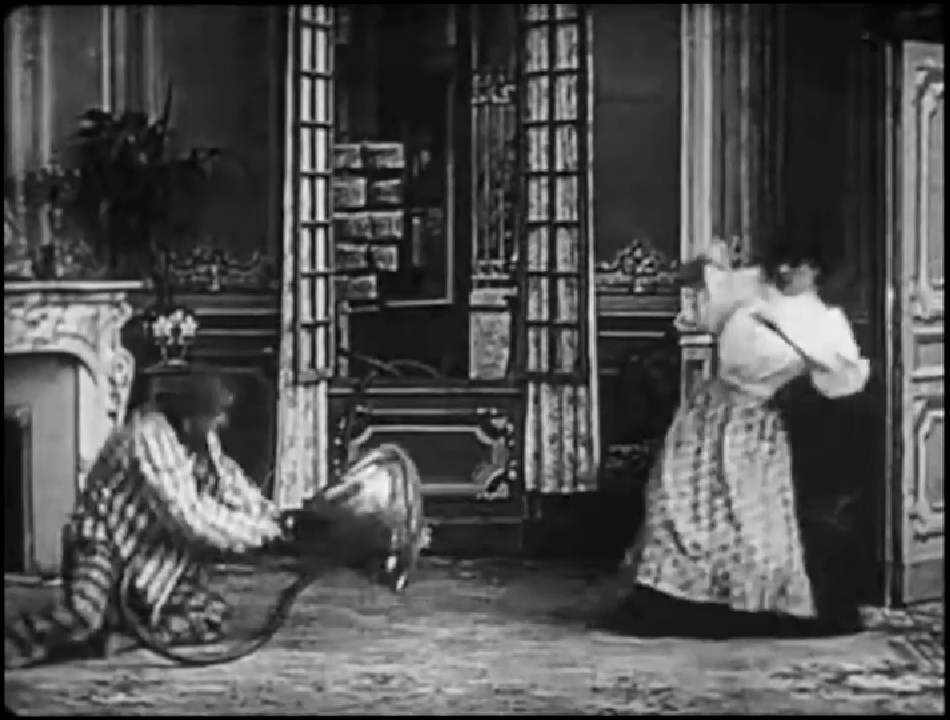
Pla 8

La pel·lícula està composta per 15 plans complets:

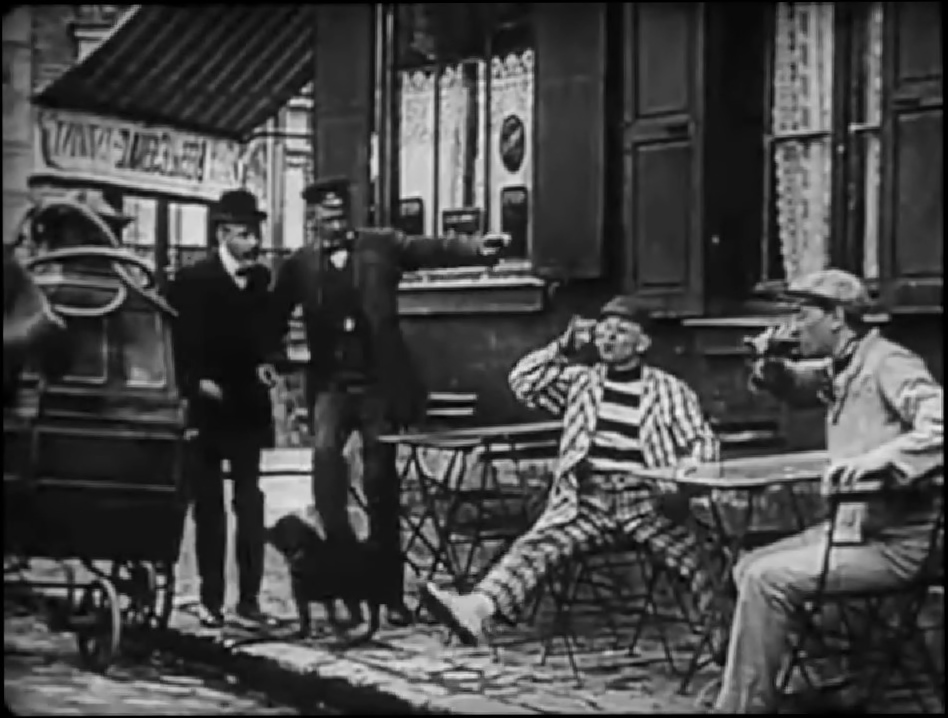
Pla 12

1. Un carrer. Dues netejadores de carrer amb una aspiradora de màniga succionen diversos objectes. Surten, deixant la màquina sense vigilància. Entren dos homes i s'emporten l'aspiradora, sortint a la dreta.
2. La cantonada de dos carrers. Els dos homes entren a l'esquerra. Succionen una senyora i el seu gos. Surten a la dreta.
3. Un carril en un parc. Els dos homes entren a l'esquerra. Succionen una dona que es gira abans de desaparèixer a la màquina. Surten a l'esquerra.
4. Un altre carril en un parc. Els dos homes entren a l'esquerra i xuclen una parella. Surten a la dreta.
5. Un carrer davant d'un edifici. Els dos homes entren a l'esquerra. Un d'ells obre una finestra i s'enfila per dins.
6. Un saló amb la finestra oberta. Un dels homes s'enfila a dins i l'altre li dona la canonada de l'aspiradora. Succiona una taula, una taula auxiliar, una cadira.
7. La mateixa vista que 5. L'altre home està posant en marxa la màquina.
8. La mateixa visió que 6. L'home xucla una minyona que ha entrat a la dreta. Li torna la pipa a l'home de fora i s'enfila per la finestra.
9. La mateixa vista que 5. L'home surt per la finestra i els dos homes surten a l'esquerra.
10. La façana d'un graner amb des farcells de fusta. Els homes entren a l'esquerra, xuclen dos feixos de llenya i surten a la dreta.
11. La façana d'una comissaria amb un agent davant de la porta. Els dos homes entren a l'esquerra i succionen diversos policies abans de sortir a la dreta.
12. La terrassa d'un cafè amb un cambrer dret. Els dos homes entren a l'esquerra, s'asseuen i demanen una copa. Entra a l'esquerra un home amb un bombí acompanyat d'un que porta uniforme. Despleguen el tub de la màquina i xuclen els dos homes asseguts abans de sortir a la dreta.
13. Una clariana envoltada d'arbres. Els dos homes entren a l'esquerra i l'uniforme desplega la canonada.
14. La mateixa vista que 1. Els dos netejadors de carrer entren a l'esquerra i busquen la seva màquina.
15. La mateixa vista que 13. L'home amb el barret de bombí fa girar la màquina en sentit contrari a les agulles del rellotge i tot el contingut que havia estat aspirat reapareix.[4]